# Bukatärnen
Bukatärnen är en sjö i Askersunds kommun i Närke och ingår i Motala ströms huvudavrinningsområde. Sjöns area är 0,011 kvadratkilometer och den är belägen 171 meter över havet.